# Капсьё
Капсьё (фр. Captieux) — коммуна в департаменте Жиронда в регионе Новая Аквитания на юго-западе Франции, недалеко от границы с департаментами Ланды и Лот-и-Гаронна.
Коммуна находится на востоке Национального природного парка Лас-де-Гасконь.

## История
В средние века через Капсьё проходил Путь Святого Иакова.
В аббатстве Вейен к югу от Капсьё с 3 июля по 5 августа 1530 года проходила вторая свадьба французского короля Франциска I (1494—1547) с испанской принцессой Элеонорой Австрийской (1498—1558), дочерью Филиппа Красивого.
С 1950 по 1967 год рядом с коммуной находилась база американской армии и большой склад боеприпасов.

## Экономика
Местные жители, в основном, заняты на работах по заготовке и переработке древесины (имеются пилорамы), а также на изготовлении зеркал и в компаниях по созданию программного обеспечения.
Местная пекарня Seguin выпускает знаменитые «колодцы любви» (фр. «puits d'Amour»). 
Рекомпрессионная станция сети природного газа.

## Население
Население — 1380 человек (2011)

## Достопримечательности
Местная церковь Сен-Мартен датируется 1869 годом и была отреставрирована в 1970 году. Она выстроена в стиле неоготики.
Средневековый замок, впервые упоминается в 1227 году (намного позже вторжений Васкона и норманнов). В XIV веке принадлежавший капитану де Буху, позднее — Анри де Лотарингии, графу де Харкорту (1601—1666). Замок был окончательно разрушен при Людовике XIII около 1621 года.